# Igreja Ortodoxa Autocéfala Ucraniana
A Igreja Ortodoxa Autocéfala Ucraniana (ucraniano: Українська автокефальна православна церква (УАПЦ), translit.: Ukrayinska avtokefalna Pravoslavna Tserkva) foi uma das três principais Igrejas ortodoxas na Ucrânia. Foi restabelecida pela terceira vez em 1990, pouco antes da queda da União Soviética. A Igreja Ortodoxa Autocéfala Ucraniana, em sua forma contemporânea, tem suas origens no Sobor de 1921 em Quieve, logo após a independência recém-conquistada da Ucrânia. Em 15 de dezembro de 2018, no Concílio de Unificação, a Igreja Ortodoxa Autocéfala Ucraniana e a Igreja Ortodoxa Ucraniana do Patriarcado de Quieve, junto com dois metropolitas da Igreja Ortodoxa Ucraniana do Patriarcado de Moscou, unificaram-se na Igreja Ortodoxa da Ucrânia. Metropolita Epifânio (ex-bispo da Igreja Ortodoxa Ucraniana do Patriarcado de Quieve) foi eleito Metropolita de Kiev e de Toda a Ucrânia.
Durante a existência da Igreja Ortodoxa Autocéfala Ucraniana e da Igreja Ortodoxa Ucraniana do Patriarcado de Quieve, apenas a Igreja Ortodoxa Ucraniana do Patriarcado de Moscou teve o reconhecimento da comunidade cristã ortodoxa mundial, até 11 de outubro de 2018, quando o Patriarcado Ecumênico de Constantinopla suspendeu a excomunhão que afligia a Igreja Ortodoxa Autocéfala Ucraniana e a Igreja Ortodoxa Ucraniana do Patriarcado de Quieve.  Mais tarde foi esclarecido em 02 de novembro que o Patriarcado Ecumênico não reconhecia nem a Igreja Ortodoxa Autocéfala Ucraniana nem a Igreja Ortodoxa Ucraniana do Patriarcado de Quieve como legítimas e que seus respectivos líderes não eram reconhecidos como primazes de suas Igrejas.

## História
O declínio do regime comunista permitiu que a Igreja Ortodoxa Autocéfala Ucraniana retomasse sua existência legal na Ucrânia. De 5 a 6 de junho de 1990, o primeiro Conselho da Igreja Ortodoxa Autocéfala Ucraniana foi realizado em Kiev, onde o Estatuto da Igreja Ortodoxa Autocéfala Ucraniana foi aprovado e seu Primaz, o Patriarca Mstislav (1898-1993), foi eleito. Após a morte do Patriarca Mstislav em 7 de setembro de 1993, o Conselho elegeu um sucessor: Patriarca Demétrio (1915-2000) - e deu-lhe o título de Patriarca de Kiev e de Toda a Ucrânia. Ele foi entronizado como Patriarca de Kiev e de Toda a Ucrânia em 14 de outubro de 1993.
No Conselho da Igreja Ortodoxa Autocéfala Ucraniana de 14 a 15 de setembro de 2000, o Metropolita Metódio foi eleito Primaz da Igreja Ortodoxa Autocéfala Ucraniana com o título de Sua Eminência Metropolitana de Ternopil e Podolsk. Em 2009 foi agraciado com a Ordem do Mérito do I grau por muitos anos de frutíferas atividades eclesiásticas, o estabelecimento dos ideais de espiritualidade, caridade e harmonia na sociedade.
Em 24 de fevereiro de 2015, o Metropolita Metódio morreu. No 40º dia após a morte de Sua Beatitude Metódio, em Ternopil, no local da sua sepultura, na presença de todos os bispos da Igreja Ortodoxa Autocéfala Ucraniana, foi promulgado o Testamento Espiritual do Metropolita Metódio. O Testamento enfatiza a conveniência da forma sinodal de governo na Igreja Ortodoxa Autocéfala Ucraniana com base no modelo canônico da Igreja Grega, bem como a continuação do longo curso da Igreja Ortodoxa Autocéfala Ucraniana para estabelecer a comunhão com o Patriarcado Ecumênico.
Sua Beatitude também ordenou continuar o diálogo com o Patriarcado de Kiev e a parte ucraniana do episcopado da Igreja Ortodoxa Ucraniana, chefiada pelo Metropolita Alexandre (Drabinko), sobre a unificação das Igrejas em uma única Igreja Ortodoxa canonicamente reconhecida na Ucrânia, mas não tomar decisões sobre a adesão de outras jurisdições ortodoxas sem a bênção canônica do Patriarca Ecumênico Bartolomeu.
Em 27 de fevereiro de 2015, o Conselho dos Bispos elegeu o Metropolita de Lviv, Macário, chefe das dioceses de Rivne-Volínia e Taurida, vigário do trono da Igreja Ortodoxa Autocéfala Ucraniana. Em 4 de junho de 2015, ele foi eleito Primaz da Igreja pelo Conselho da Igreja Ortodoxa Autocéfala Ucraniana.

## Dissolução
Em 15 de dezembro de 2018, o Conselho de Unificação foi realizado em Kiev, no qual Metropolita de Pereiaslavl e Bila Tserkva do Patriarcado de Kiev, Epifânio (Dumenko), foi eleito Primaz da nova Igreja Ortodoxa da Ucrânia. O Patriarcado Ecumênico Bartolomeu o presenteou com um tomos de autocefalia em 6 de janeiro de 2019 em Istambul. O Primaz da Igreja Ortodoxa Ucraniana do Patriarcado de Kiev, Filareto, não apresentou sua candidatura.
A RBC-Ucrânia "com referência a fontes informadas" afirma que antes da reunião do Conselho de Unificação em Kiev em 15 de dezembro de 2018 e da formação da nova Igreja Ortodoxa da Ucrânia, a Igreja Ortodoxa Autocéfala Ucraniana decidiu se dissolver.
Em 29 de julho de 2019, foi feita uma entrada no Registro Estatal Unificado de Pessoas Jurídicas, Empreendedores Individuais e Associações Públicas da Ucrânia sobre o término da existência da organização religiosa "Patriarcado da Igreja Ortodoxa Autocéfala Ucraniana" ao ingressar na organização religiosa "Metrópole de Kiev da Igreja Ortodoxa Ucraniana (Igreja Ortodoxa da Ucrânia)". Em conexão com a decisão tomada, todas as procurações emitidas para representar os interesses do "Patriarcado da Igreja Ortodoxa Autocéfala Ucraniana" até 29 de julho, inclusive, foram revogadas.